# Georgios Kedrenos
Georgios Kedrenos, var en bysantinsk författare på 1000- och 1100-talet.
Georgios Kedrenos författade en krönika från skapelsen till 1057 e.Kr., varvid han främst använde sig av äldre källor. Hans historiska verk trycktes i Bonnercorpus av Immanuel Bekker 1838–1839.